# Sticherus farinosus
Sticherus farinosus är en ormbunkeart som först beskrevs av Georg Friedrich Kaulfuss, och fick sitt nu gällande namn av Ren-Chang Ching. Sticherus farinosus ingår i släktet Sticherus och familjen Gleicheniaceae. Inga underarter finns listade.